# Pähl
Pähl este o comună din districtul Weilheim-Schongau, landul Bavaria, Germania.

## Geografie
Pähl este situată in regiunea Oberland, lângă lacul Ammersee.
Comuna se compune din următoarele localități: Fischen am Ammersee (care se compune la rândul ei din Vorderfischen, Mitterfischen și Aidenried), Pähl, Oberhirschberg și Kerschlach.

## Personalități
- Thomas Müller (n. 1989), jucător de fotbal, activ la echipa națională de fotbal a Germaniei și la clubul FC Bayern München